# Glacier Daugaard-Jensen
Le glacier Daugaard-Jensen est un courant glaciaire du Groenland situé sur la côte Est et se jetant dans le Nordvestfjord.

## Géographie

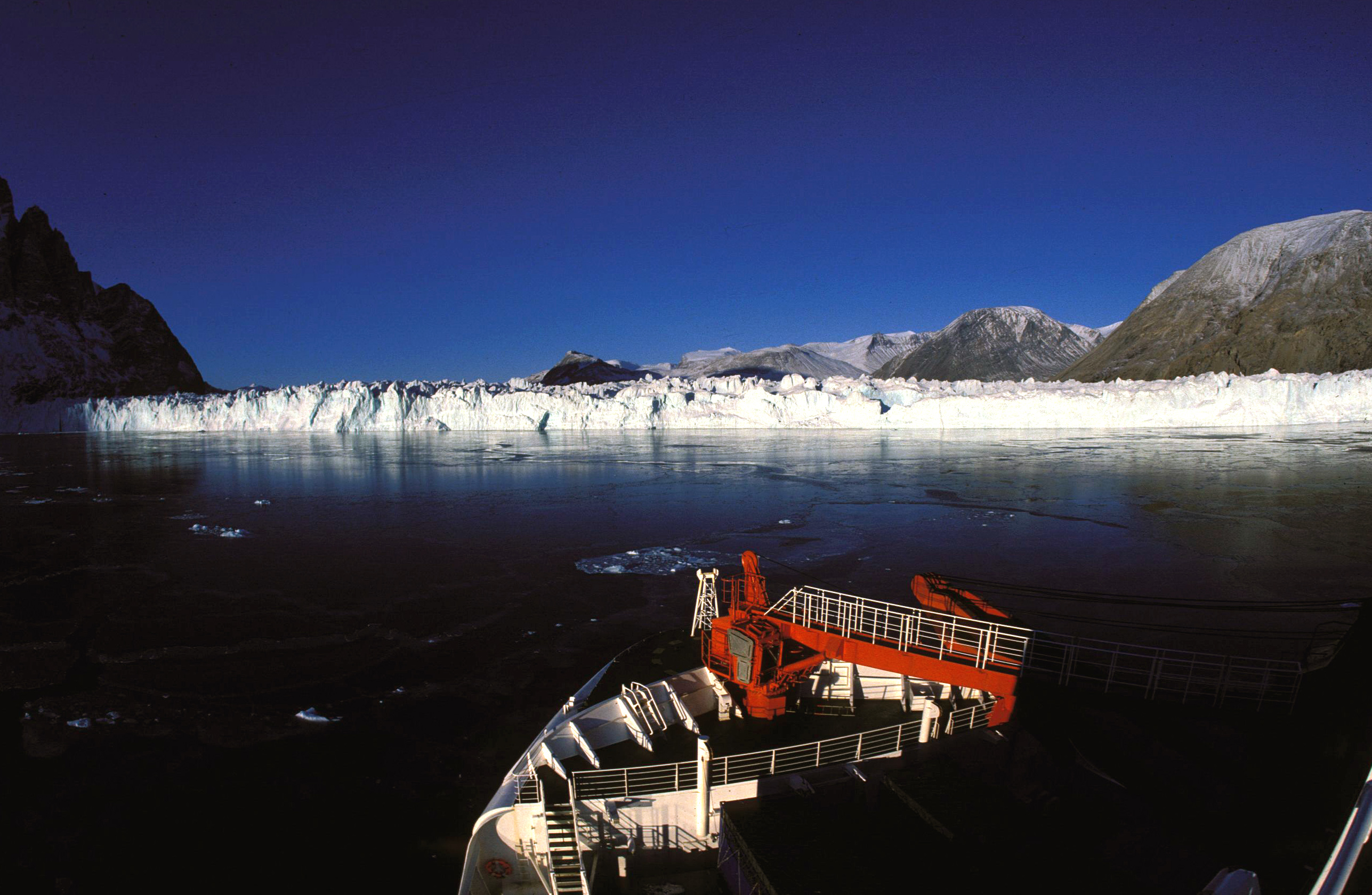
Le front du glacier Daugaard-Jensen vu depuis le Nordvestfjord.

Le glacier Daugaard-Jensen prend sa naissance dans l'inlandsis du Groenland où il reçoit les glaces d'une région couvrant 48 900 km2 de superficie, est canalisé par des montagnes et reçoit plusieurs glaciers qui viennent grossir la masse de glace. Son front glaciaire est situé dans le Nordvestfjord où il forme une falaise de glace de plusieurs mètres de hauteur d'où se détachent des icebergs. Ces derniers sont entrainés vers le large par le courant du Groenland oriental en direction de l'Islande qu'ils contournent par l'est puis le sud.
Dans sa partie terminale, le glacier se comporte comme un barrage naturel en retenant les eaux de fontes d'autres glaciers qui forment ainsi plusieurs petits lacs.

## Bilan hydrique

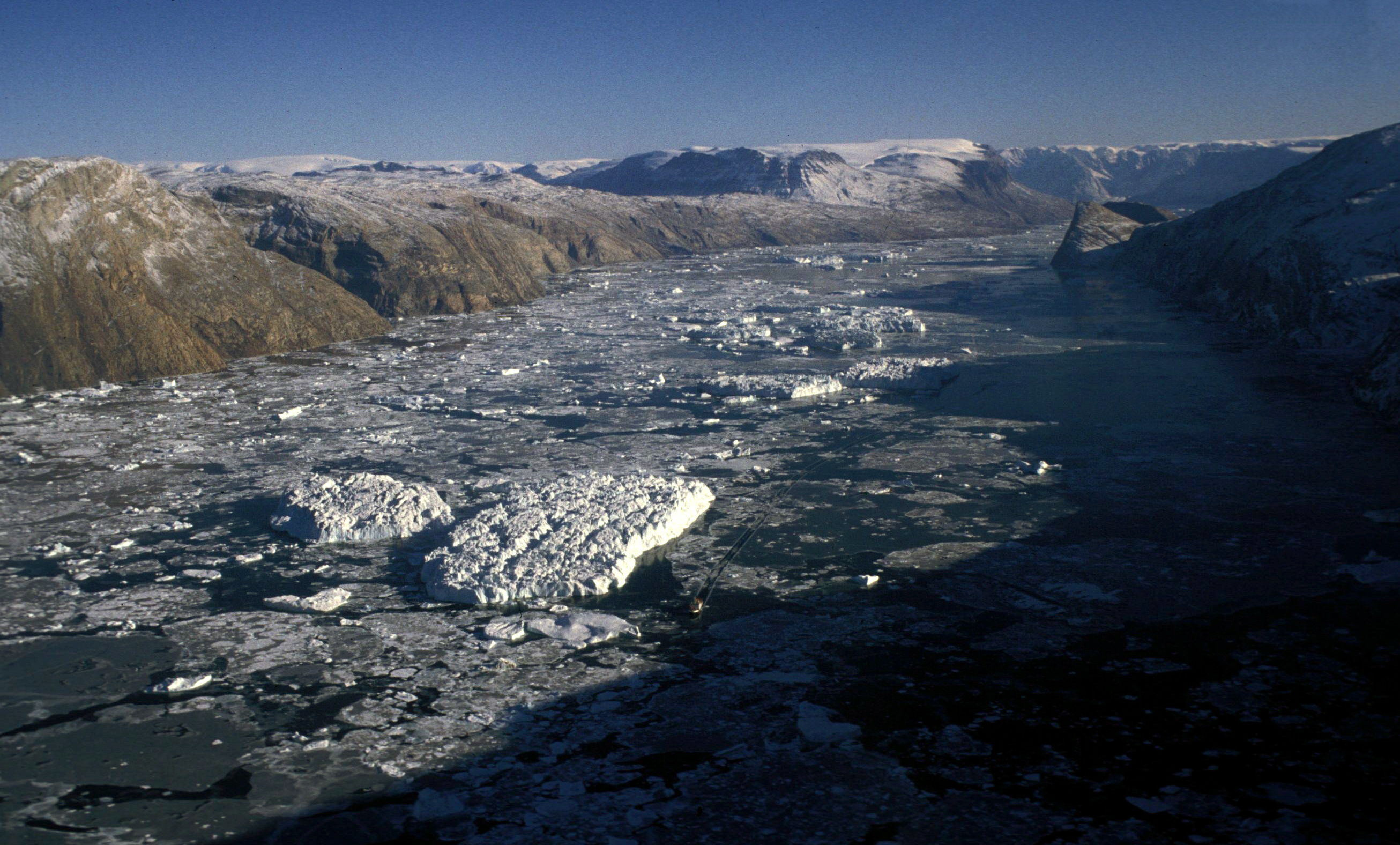
Vue aérienne du Nordvestfjord dont les eaux sont parsemées d'icebergs provenant de plusieurs glaciers dont celui de Daugaard-Jensen et sur lesquelles navigue le navire allemand Polarstern.

Selon certaines études, le glacier Daugaard-Jensen est en très léger déficit de glace sur la période 1950-2001.
Mais d'autres montrent un bilan hydrique quasi nul. Ainsi, en 1996, le glacier reçoit 10,5 ± 1 km3/an de glace mais en relâche 10,5 ± 0,6 km3/an soit un bilan de 0 ± 1 km3/an.